# Independiente de Campo Grande
Independiente Foot-Ball Club (também conhecido como Independiente de Campo Grande ou Independiente F.B.C.) é um clube paraguaio de futebol, com base no bairro de Campo Grande, em Assunção. Fundado em 20 de setembro de 1925, atualmente disputa a Segunda Divisão do Paraguai. Seu estádio é o Ricardo Gregor.

## Honra
Tercera División (4): 1962, 1975, 1980, 2001

## Gestores
- Alicio Solalinde (Fev 29, 2012–31 De Maio De 2012)